# Оружейная палата
Оруже́йная пала́та — московский музей-сокровищница, являющийся частью комплекса Большого Кремлёвского дворца.
Организационно музей функционирует как Научно-хранительский отдел «Оружейная палата» Музеев Московского Кремля. Заведующим НХО «Оружейная палата» с 3 февраля 2025 года является кандидат исторических наук Екатерина Витальевна Щербина. По состоянию на 2025 год НХО «Оружейная палата» состоит из четырёх секторов: сектор Русского искусства, сектор зарубежного искусства, сектор Оружия и сектор Тканей. В НХО работают 26 сотрудников.
Музей назван по государственному казнохранилищу, в состав которого в 1720 году вошли кремлёвские мастерские. С 1806 года сокровищница функционирует как музей, открытый сначала для дворянства, а с 1918 года — для всех. Основу музейного собрания составили веками хранившиеся в царской казне и патриаршей ризнице драгоценные предметы, выполненные в кремлёвских мастерских, а также полученные в дар от посольств иностранных государств. Специально для размещения коллекции Оружейной палаты в 1851 году по проекту архитектора Константина Тона на территории Кремля было построено здание в русско-византийском стиле. С 1960 года Оружейная палата входит в состав Государственных музеев Московского Кремля. По состоянию на 2025 год в экспозиции музея представлено более 4 000 экспонатов XII — начала XX века.

## История

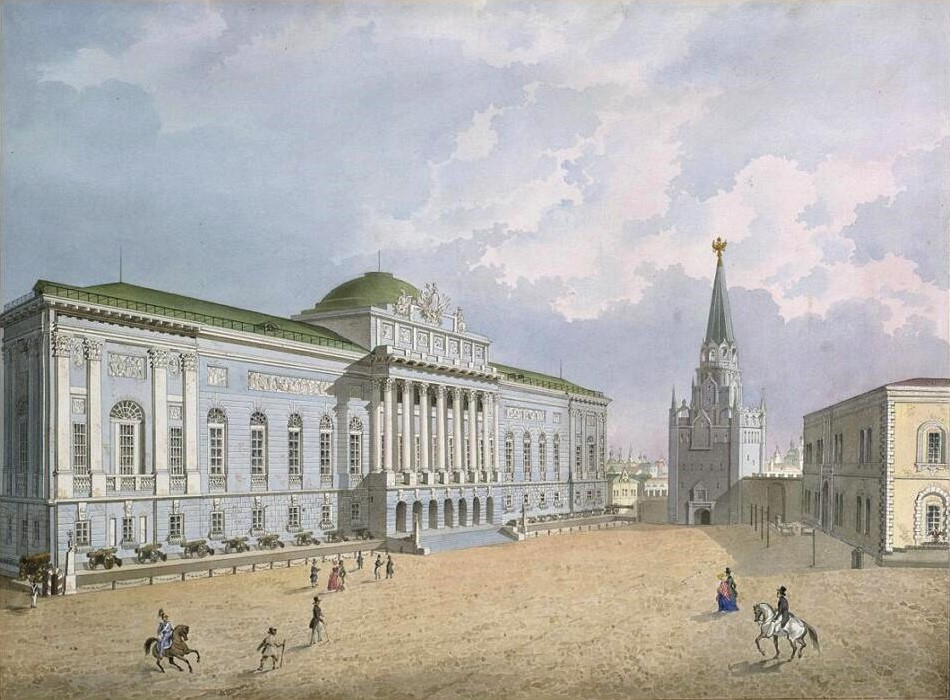
Старое здание Оружейной палаты, построенное по проекту Ивана Еготова, 1845 год

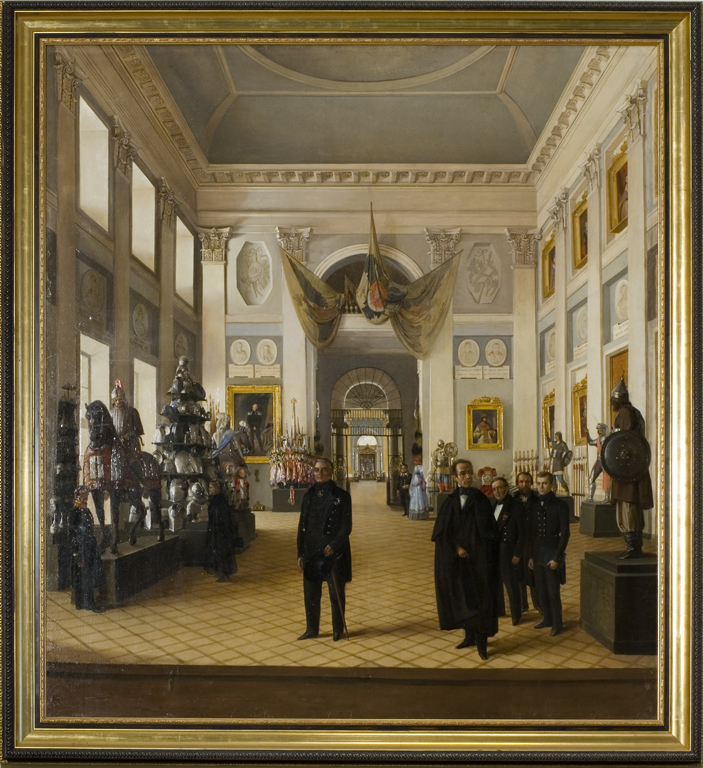
Картина Николая Бурдина «Оружейная палата в Кремле. Групповой портрет сотрудников», 1846 год

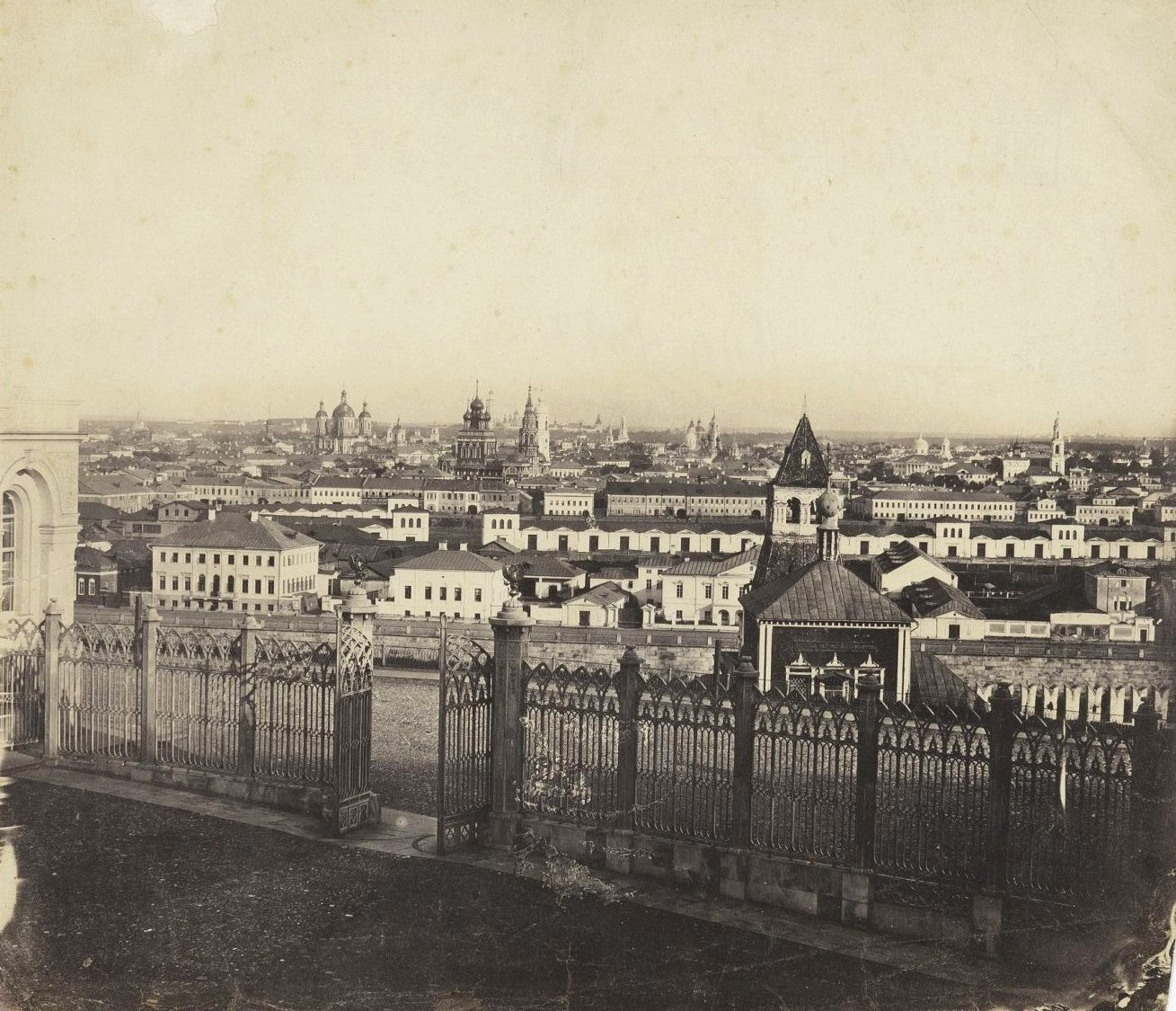
Вид на Замоскворечье из окон Оружейной палаты, 1850-е годы

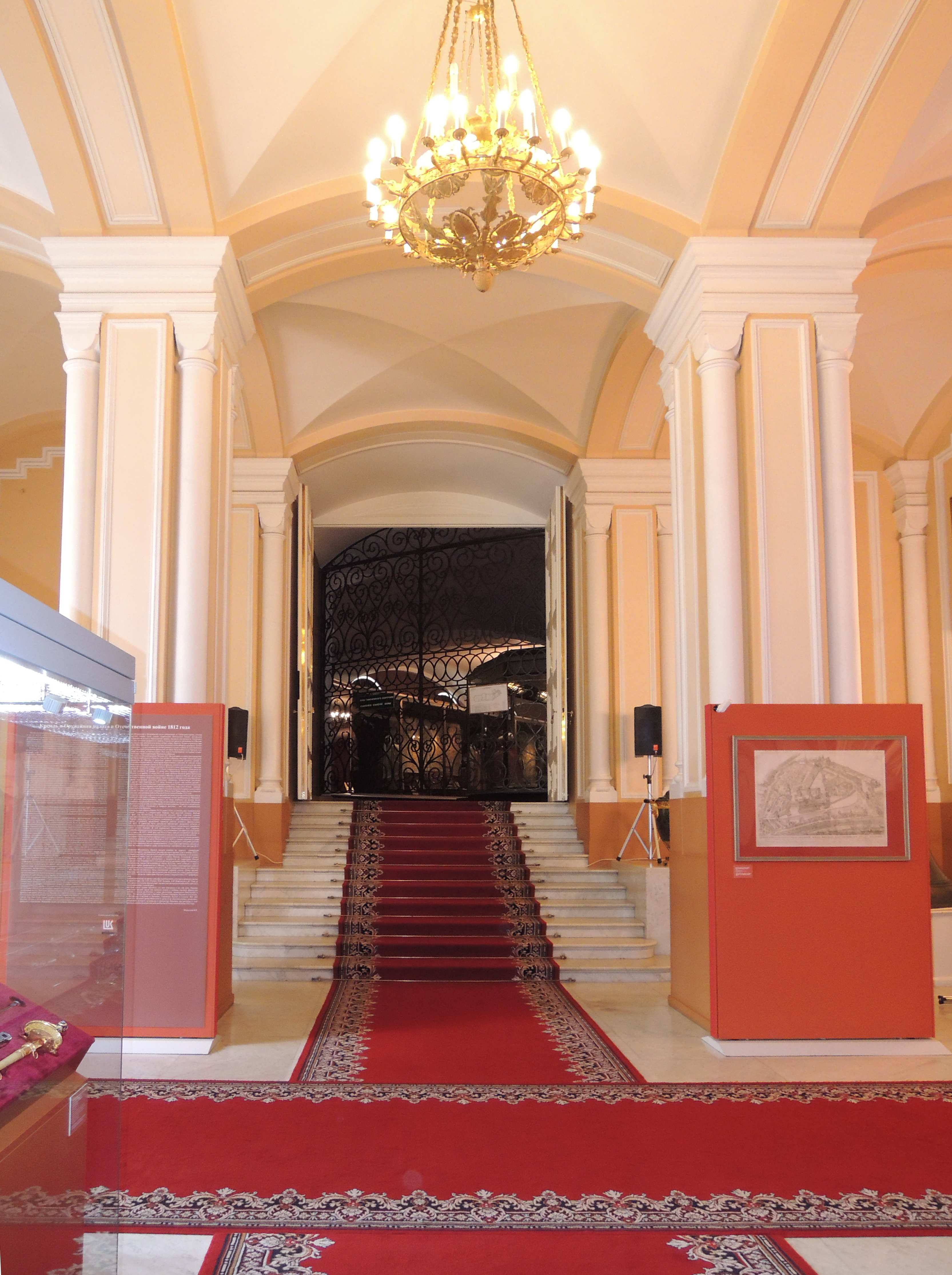
Внутренние интерьеры, 2011 год

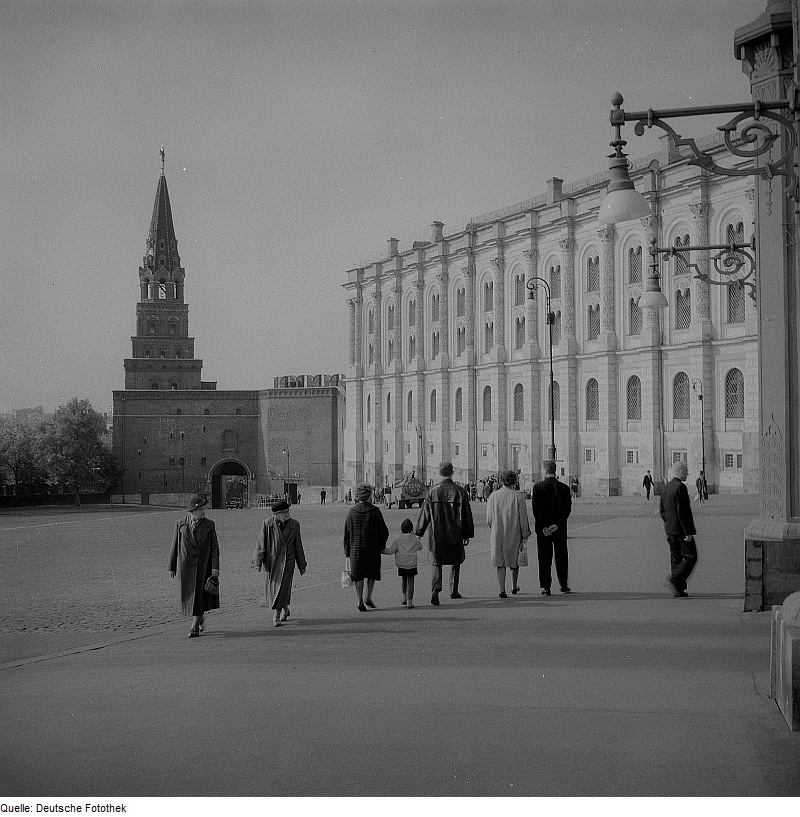
Здание музея, 1965 год

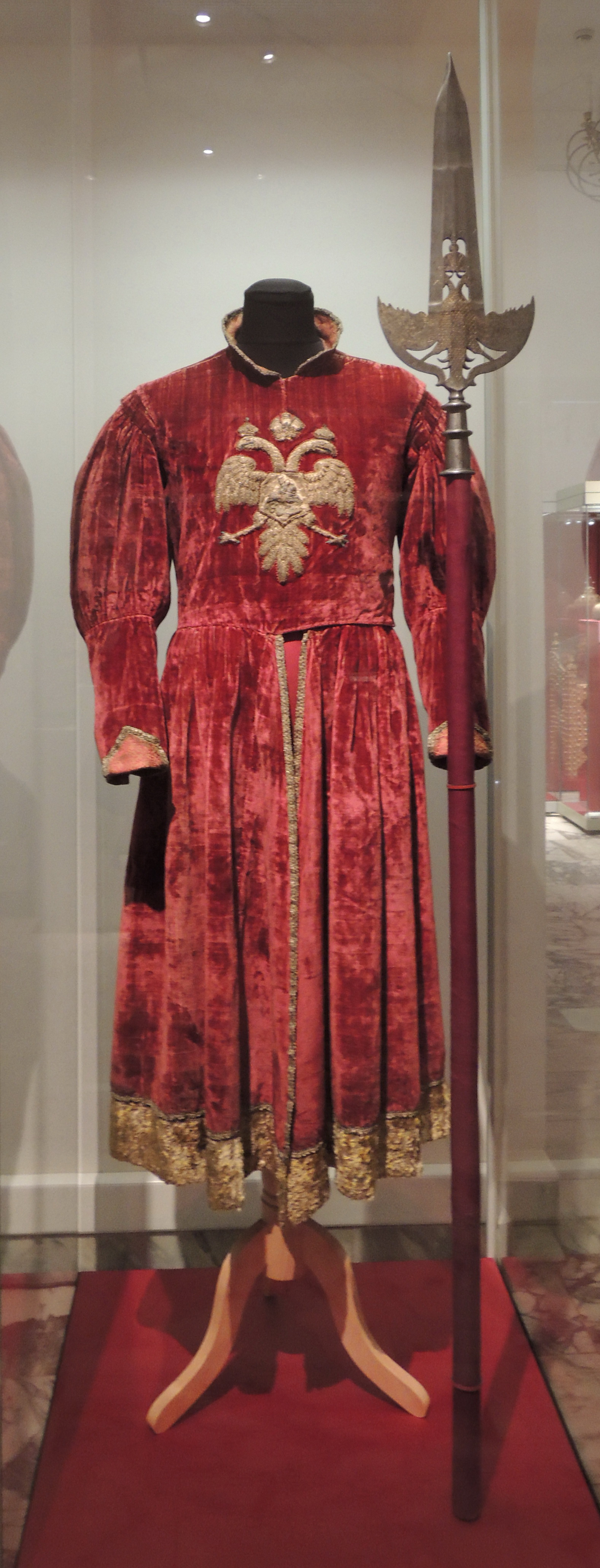
Парадный костюм XVII века, 2013 год

### Государственная казна
Коллекция Оружейной палаты начала формироваться ещё в XIV веке как частная сокровищница великих московских князей и царей. Вместе с ростом территорий Русского государства увеличивалась и казна: к 1484 году для хранения объектов было принято решение построить отдельное здание с пирамидальной кровлей между Архангельским и Благовещенским соборами. С того же года учреждение стало называться Казённый двор: сюда были перевезены все сокровища московских князей и золотые запасы соборов Московского Кремля. Казна также потеряла статус личной собственности и стала функционировать как официальное государственное хранилище.
В XV—XVIII веках предметы из хранилища часто использовались на государственных мероприятиях: венчаниях на царство, посольских приёмах, царских похоронах, а также в качестве подарков зарубежным правителям. В то же время происходило постоянное пополнение казны, как за счёт экспансии территорий — привозились ценности из присоединённых городов и княжеств, так и за счёт имущества опальных бояр, даров иностранных послов, подарков от патриархов. Оружейная палата впервые была выделена как особое хранилище оружия из остальной Государевой Казны в 1508 году, при учреждении великим князем Василием III особого звания оружничего.

### Оружейная палата
Другим источником пополнения казны служили мастерские московского Кремля, существовавшие при царском дворе. Мастерские именовались «палатами» и размещались в каменных помещениях. Оружейная палата находилась в трёхэтажном здании рядом с Троицкими воротами и занимала два верхних этажа. Первое упоминание о ней относится к 1547 году, когда один из летописцев описывал венчание на царство Ивана Грозного и Московский пожар 1547 года.
С момента своего создания — до конца XVI века Оружейная палата функционировала как хранилище царского оружия: сабель, бердышей, кольчуг, лат, шлемов. Кроме того, в палате изготавливали холодное и огнестрельное оружие, а также оборонительные доспехи для вооружения государственной армии. Рядом с мастерами работали живописцы, в том числе Симон Ушаков, Фёдор Зубов, Богдан Салтанов, Иван Безмин, Василий Познанский. В их задачу входило расписывать царские хоромы, соборы Кремля, иконы и парсуны. Главой Оружейной палаты назначали оружничих, а с конца XVII века века — бояр и окольничьих: князя Бориса Репнина, Григория Пушкина, Богдана Хитрово, Ивана Языкова, Петра Шереметева, Михаила Лихачёва, Фёдора Головина и других.
Расцвет Оружейной палаты пришёлся на начало и середину XVII века, когда в результате централизации русского государства в Москву было привезено множество мастеров из Новгорода, Владимира, Суздаля, Мурома, Казани, Великого Устюга. Более того, благодаря политике Алексея Романова, войско было перестроено на европейский лад, что позволило улучшить производство оружия. Работники Оружейной палаты также занимались вопросами обеспечения вооружённых сил и заключением сделок на поставку в Россию. Благодаря постоянно обновляющейся базе работников изготовляемые объекты отличались разнообразием орнаментов и форм. В то же время условия работы труда оставались тяжёлыми:
Работали обычно от восхода до захода солнца, а если заказ был срочный, то не гасили огня в горнах по нескольку суток. За этот тяжелый труд мастера получали жалованье от 8 до 20 рублей в год, а особенно известные, как, например Гаврила Овдокимов, — до 40 рублей в год и определенное количество продуктов. Этот заработок был очень низок, его не хватало даже на самое необходимое.
С начала XVII века Оружейная палата руководила приказами, впоследствии вошедшими в её состав: Бронным (просуществовавший с 1575 по 1610 год), Иконным (1621—1638), Соборного дела (1642—1643), Ствольным (1647—1695), Мушкетного дела (1653—1654), Серебряной (1613—1700) и Золотой палатами (1613—1700). В 1700 году кремлёвские мастерские стали сокращаться, а с началом Русско-шведской войны деятельность Оружейной палаты была переформирована на военный лад: мастера массово изготавливали амуниции для армии, а также ручное огнестрельное и холодное оружие.

### Открытие музея
В 1720 году Пётр I объединил Царицыну мастерскую палату, Казённый двор и Конюшенную казну, а также сокровища Патриаршей палаты и всех церквей московского Кремля в единое ведомство под названием «Мастерская и Оружейная палата». Благодаря преобразованию учреждение перешло в ведение Сената, что означало прекращение изъятия из её коллекции предметов, которыми выдавали жалование придворным. С 1728 года Оружейная палата начала функционировать исключительно как хранилище исторических и художественных ценностей, однако в ходе произошедшего в 1737 году Троицкого пожара часть коллекции оружия и знамён со времен Северной войны была уничтожена, а спасённые от пожара ценности перевезены на хранение в Теремной дворец.
В 1806 году Александр I выпустил указ о формировании дворцового императорского музея на основе коллекции Оружейной палаты и постройке здания на Сенатской площади для перенесения в него коллекции. Проект был подготовлен и воплощён в жизнь архитектором Иваном Еготовым в 1807-м. Здание располагалось на месте бывших палат Бориса Годунова, однако из-за проложенной каменной кладки и повышенной опасности возгорания в доме не была установлена отопительная система. Это негативно влияло на сохранность вещей: из-за высокой влажности многие предметы портились от сырости и холода.
Экспозиция была открыта для посещения в 1813—1814 годах, но только для представителей дворянских и купеческих кругов — в XIX веке концепция музея не подразумевала посещения залов простолюдинами.

### Современное здание музея
Чтобы сохранить коллекцию Оружейной палаты, в 1849 году правительство поручило архитектору Константину Тону спроектировать новое здание на территории Кремля, подходившее под нужды казны.
В 1849 году Московская дворцовая контора начала строительство нового здания Оружейной палаты на месте бывшего Конюшенного приказа. Ведущим архитектором строительства был Константин Тон; архитекторы Николай Чичагов, Владимир Бакарев и помощники Пётр Герасимов, Михаил Трубников и Иван Горский занимались разработкой интерьеров и отдельных деталей здания. Здание было построено в 1851-м в русско-византийском стиле как часть комплекса Большого Кремлёвского дворца. Дом поставлен на высокий цоколь и внешним абрисом повторяет очертания Конюшенного приказа. Верхний этаж Оружейной палаты декорирован в духе архитектуры конца XVII века белокаменными резными колоннами и оконными наличниками с подвесными гирьками; нижний этаж оформлен пилястрами. Стены здания украшены мраморными медальонами с изображениями русских князей и царей работы скульптора Федота Шубина, которые он выполнил в 1774—1775 годах для Чесменского дворца. Чугунная решётка между Оружейной палатой и Большим Кремлёвским дворцом, выполненная по проекту Ивана Мироновского, установлена в 1840-х годах. По замыслу Тона, парадная анфилада комнат на втором этаже является продолжением парадных комнат Большого Кремлёвского дворца, что позволяет продемонстрировать одновременно как богатство казны русских правителей, так и силу русской армии. От центральной оси анфилады отходят круглые залы, предусмотренные для временных выставок.

### Музей после революции
После революции 1917 года Советы переформировали палату в общественный государственный музей, дополнив его коллекцию предметами из конфискованных дворянских усадеб, национализированных монастырей и храмов. Экспозиция была выстроена в хронологическом порядке и рассказывала о мастерстве эксплуатируемых крепостных рабочих.
В 1930-е годы советскими властями была сформирована комиссия Гохрана по изъятию предметов из коллекции Оружейной палаты. Только актом от 21 июня 1930 года группа под названием «Антиквариат» забрала из экспозиции более 318 предметов для продажи частным лицам. В список изъятых ценностей входили и одиннадцать пасхальных яиц Фаберже. С действиями советских властей связывают самоубийство директора Оружейной палаты Дмитрия Иванова в 1930 году, который, долгое время противостоявший изъятию предметов, узнал о предстоящей массовой конфискации ценностей.
С 1967-го на первом этаже музея располагается постоянная экспозиция «Алмазный фонд».

## Экспонаты

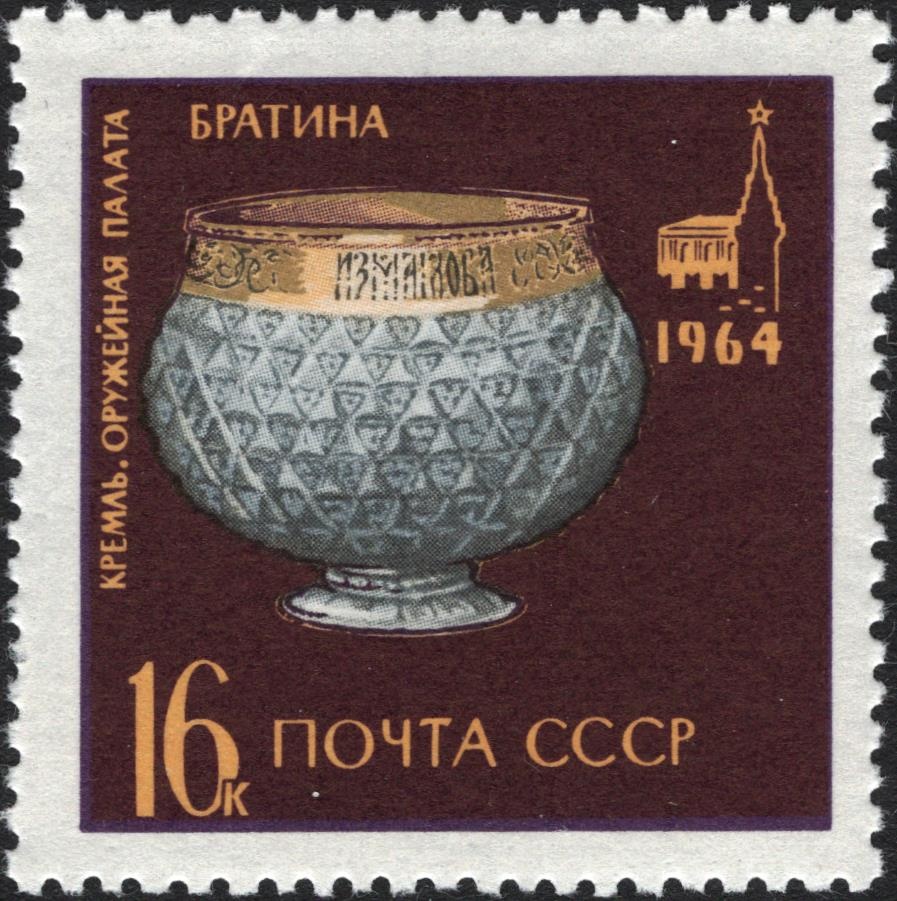
Изображение братины из коллекции Оружейной палаты на почтовой марке СССР, 1964 год

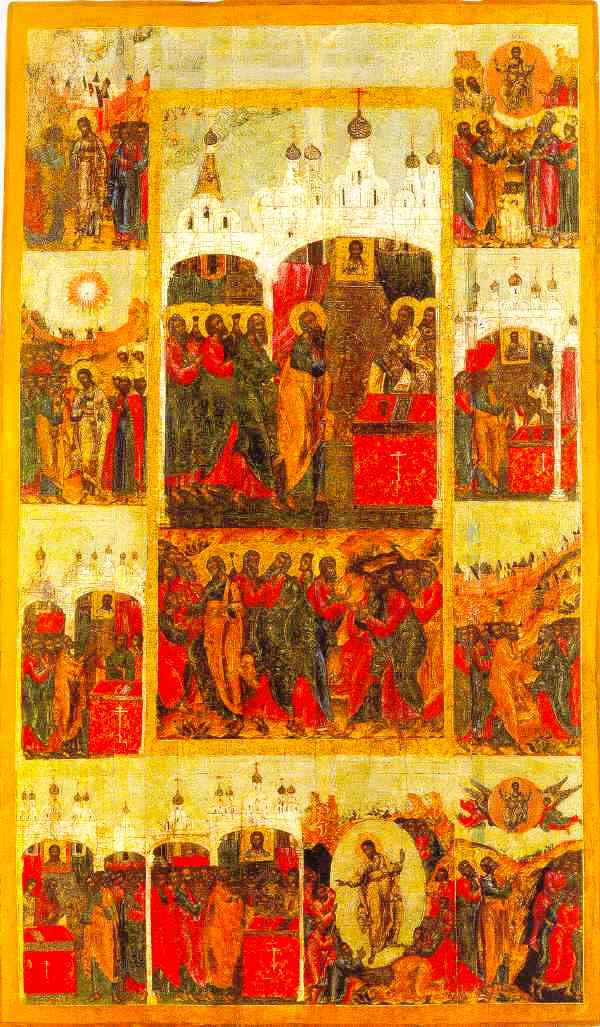
Изображение псалома 95 «Воспойте Господеви песнь нову», 1668—1669 годы

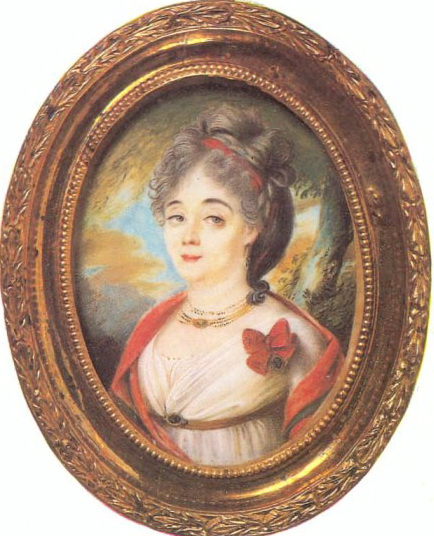
Портрет Анны Обольяниновой, XIX век

Экспозиция музея построена по тематическому принципу и располагается в девяти залах:
- Русские золотые и серебряные изделия XII—XVII веков
- Русские золотые и серебряные изделия XVII—XX веков
- Европейское и восточное вооружение XV—XIX веков
- Русское вооружение XII—XIX веков
- Западно-европейское серебро XIII—XIX веков
- Ткани и шитьё XIV—XVIII веков
- Древние государственные регалии и предметы парадных церемоний XIII—XVIII веков
- Предметы конского убранства XIII—XVIII веков
- Коллекция карет XIV—XIX веков[15]

### Доспехи и оружие
Экспозиция музея включает в себя образцы российского и зарубежного боевого и парадного вооружения. В коллекцию входят работы византийских, египетских, индийских, французских, шведских и других мастеров. Имена работников Оружейной палаты стали известны только в 1950—1980 годах в результате обширной исследовательской деятельности, определившей таких работников, как Никита Давыдов, Первуша Исаев, Иван и Тимофей Лучаниновы.
Большую часть коллекции вооружения составляют доспехи и шлемы. Посетителям представлены шлем Ярослава Всеволодовича — отца Александра Невского, византийский шлем с деисусом, а также редкий остроконечный шлем трёхлетнего сына Ивана Грозного — цесаревича Ивана. Рядом экспонируется кольчуга Петра Шуйского, которая, по легенде, после смерти князя во время Ливонской войны была подарена атаману Ермаку, исследовавшем в ней земли Сибири. После смерти Ермака кольчуга поступила в коллекцию Оружейной палаты.
Рядом располагается коллекция щитов XII—XVII веков, а также парадное вооружение, вошедшее в моду после появления огнестрельного оружия — именно тогда оборонительные доспехи потеряли своё боевое назначение. В коллекцию парадного вооружения входят доспехи Михаила и Алексея Романовых. В соседних витринах выставляются булавы и шестопёры — предметы были не только холодным оружием, но и знаками царской власти, также представлены сабли, шашки, булаты, малайские кинжалы, кортики и разные виды ружей того времени.

### Золотой и серебряный фонд

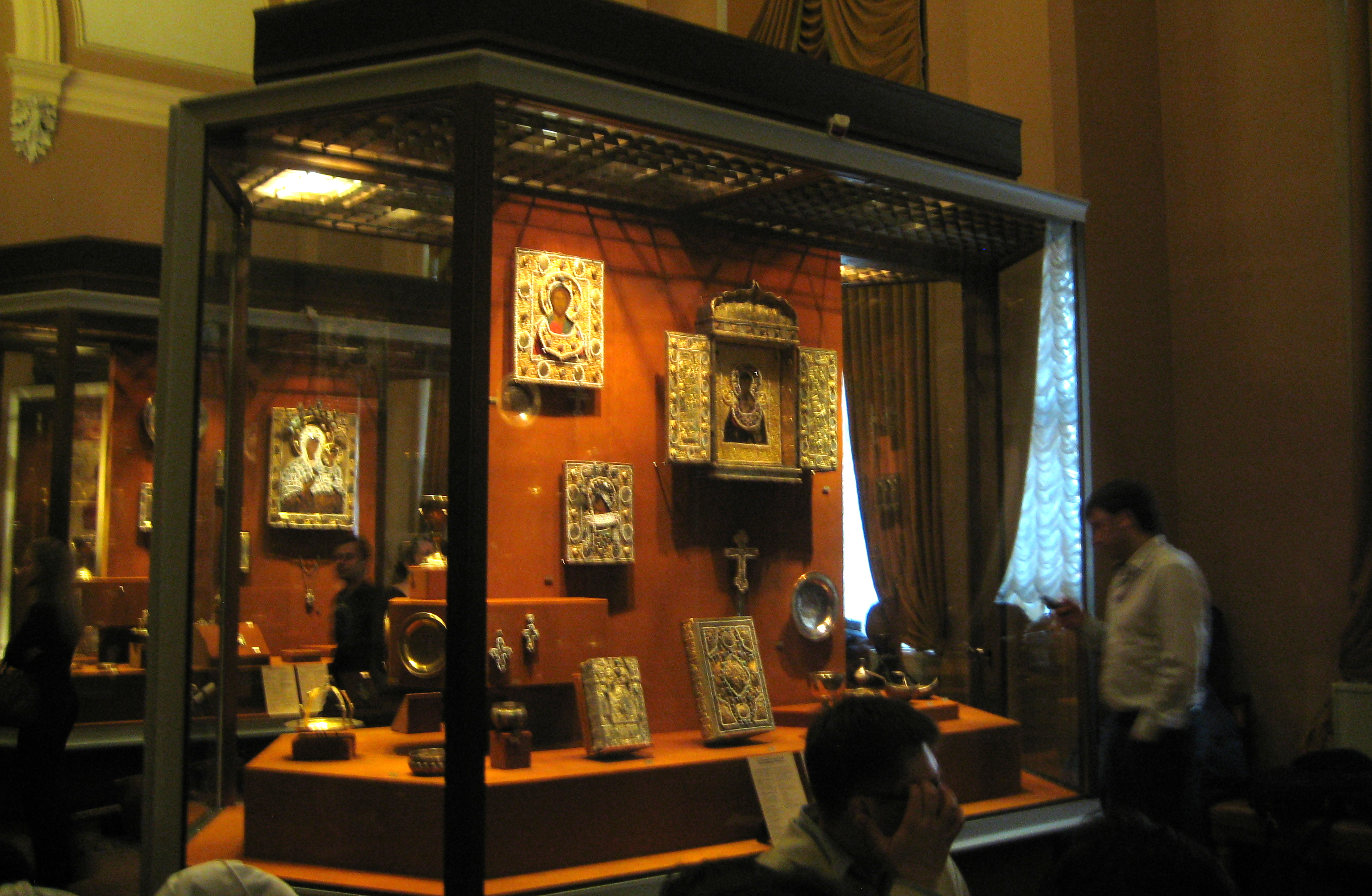
Витрина с иконами XV—XVII веков, 2011 год

В состав Оружейной палаты входит собрание древнерусских золотых и серебряных изделий XII—XVII веков. В XII—XIII веке на Руси были популярны украшения, выполненные в техниках филигрань и перегородчатая эмаль. Примерами таких ценностей являются предметы из Старорязанского клада, обнаруженного на территории Старой Рязани в 1822 году. В состав экспонируемого в Оружейной палате клада входят бармы, подвески и колты.
В музее хранится крупнейшая в мире коллекция западноевропейских серебряников XVI—XVII веков. Большую часть изделий составляют фигурные сосуды: кувшины, кубки, кружки для пива и сосуды для вина. В экспозицию входят золотые и серебряные предметы посуды, украшенные драгоценными камнями: чаши, чары, братины, ковши и самовары. Одним из самых необычных предметов является кубок «Рог Изобилия», подаренный шведской королевой Кристиной царю Алексею Михайловичу по случаю его коронации в 1647 году. До XVIII века предметы посуды использовались царскими семьей для организации государственных празднеств.
Одним из самых ценных экспонатов музея является церковная чаша основателя Москвы Юрия Долгорукого, заложенная князем в фундамент Преображенского собора в Переславле-Залесском. Работы владимиро-суздальских мастеров представлены ковчегом Дионисия конца XIV века и иконой мастера Лукиана начала XV века, изображающей библейские сюжеты на чеканном серебре. Рядом хранится Морозовское евангелие Успенского собора, выполненное в начале XV века, а также предметы церковных украшений.
В состав коллекции византийского искусства VII—XV веков входят серебряный кувшин, найденный в 1918 году в составе Судженского клада, украшения из агата и яшмы, резная икона с изображением Дмитрия Солунского и золотой образок XI века.

### Изделия кремлёвских мастерских
Большая часть коллекции музея состоит из предметов XVI—XVII веков, выполненных в мастерских Кремля. Одним из старейших наследственных объектов в составе Оружейной палаты является шапка Мономаха, изготовленная восточными мастерами в XIII—XIV веках. Рядом экспонируется Казанская шапка, изготовленная в 1553 году в честь взятия Казани и украшенная орнаментом из трав. Центром экспозиции являются предметы «Большого Наряда», изготовленные московскими мастерами в 1627—1628 годах для коронации Михаила Романова: царский венец, скипетр и держава. Отдельная витрина посвящена кубкам-наутилусам или «корабликам», для изготовления которых использовались створки жемчужных раковин, а также «Знамени Ермака» — знамёна с религиозными сюжетами, долгое время считавшиеся собственностью Ермака.

### Петербургские изделия
Российское искусство XVIII века тесно связано с развитием Петербургской школы серебряных изделий. В музее выставляются подсвечники в стиле рококо мастера И. Либмана, декоративные ковши, а также предметы посуды, выполненные в классическом стиле. К последним относятся овальное блюдо, привезённое Екатериной II фавориту Григорию Потёмкину, а также новые виды используемых предметов: чайники, кофейники и сервизы, пришедшие взамен ковшам, чаркам и братинам. В отдельном стенде представлены предметы русского фарфора, изготовленные на предприятиях Дмитрия Виноградова, а также коллекция карманных часов XVI—XVIII веков.

### Работы иностранных мастеров
В отдельной экспозиции представлены работы иностранных мастеров, в основном попавшие в коллекцию в качестве подношений русским послам. Сюда входят изделия константинопольских мастеров: хрустальное зеркало, подаренное патриарху Филарету, опахало из чёрных страусовых перьев Михаила Романова, предметы из горного хрусталя. Одним из ценнейших предметов является иранский трон, подаренный Борису Годунову шахом Аббасом. Трон облицован золотыми пластинками с тиснёнными узорами, а также украшен турмалинами и бирюзой, в то время как трон Михаила Романова, также сделанный иранскими мастерами, выполнен из более чем 13 килограммов золота. Коллекция также включает в себя подаренную польскими и датскими послами посуду, курильницы, кубки и серебряные скульптуры.

### Северное искусство
В связи с особенностями исторического развития мастера Великого Новгорода разработали собственную школу изготовления серебряных изделий. Для таких работ характерны чёткость и точность рисунка, простота и ясность композиции. В Оружейной палате экспонируется потир новгородского архиепископа Моисея, выполненный в 1329 году, иконы, украшенные золотом евангелия, деревянные ковши, овальные сосуды и серебряные тарелки. В число икон новгородской школы входит работа неизвестного иконописца «Чудо Георгия о змие», которого почитали как змееборца, сочетая образ с древними представлениями о святых, побеждающих силы зла.
Отдельная экспозиция посвящена работам из Сольвычегодска, где проживали крупные промышленники и купцы. Особенностью местных мастеров было использование усольской эмали, которая отличается большим своеобразием и живописным убранством. Для украшения изделий часто использовались стилизованные цветы тюльпанов — ими украшались чаши, чарки и стаканы.
Устюгская коллекция включает в себя черневые изделия, табакерки, флаконы для духов и предметы косметики. Украшениями обычно служили сюжеты из повседневной жизни: охота, памятники и народные гуляния в честь христианских праздников.

### Ткань и одежда
Ткани и предметы одежды вошли в экспозицию Оружейной палаты только в 1919 году — до этого большая часть изделий располагалась в Патриаршей ризнице, соборах Московского монастыря, а также местных церквях. Самые старые изделия в коллекции Оружейной палаты относятся к XIV—XV векам и принадлежали киевским митрополитам Петру и Фотию. Одежда соткана из византийского атласа и украшена жемчугом и драгоценными камнями. Подобная одежда называлась «саккосом», что в переводе означало «скромность». В музее хранятся похожие саккосы митрополита Алексея.
Рядом экспонируются восточные ткани, попавшие в казну в качестве даров или в результате торговых соглашений между Россией, Ираном и Турцией. Самым частым представленным материалом является атлас, в то время как сами ткани украшены в поздневизантийском стиле — с изображениями Христа, Богоматери, крестов, а также иранскими узорами. Турецкие ткани в основном использовались для обивки стен, пошивки одеял и покрывал. Из них также шили царские и патриаршие кафтаны. В Оружейной палате хранятся как образцы тканей, так и предметы патриаршего и царского быта. Отдельные витрины посвящены коронационным костюмам русских правителей, в том числе платью Екатерины I из пурпурной ткани.

### Коллекция карет
Оружейная палата обладает большим собранием карет русских и иностранных мастеров XVI—XVIII веков. Первые каретные мастерские появились в Москве и Петербурге только в XVIII веке. Самым старым экспонатом в коллекции является экипаж работы английского мастера XVI века, в котором отсутствует место для кучера, а сама кабина подвешивается на ремнях — всё это делало поездку на таком изделии достаточно некомфортной. Кузов украшен живописью и скульптурной резьбой, на которой изображена битва христиан с мусульманами, а также сцены охоты. Карета была преподнесена как подарок на коронацию Бориса Годунова и использовалась на протяжении всего XVII столетия.
Также в коллекцию входит карета XVII века с одним из старейших сохранившихся экипажей. Средство передвижения было изготовлено в Польше: снаружи экипаж обит вишнёвым бархатом, а внутри — позолоченной кожей и лебяжим пухом. В состав коллекции Оружейной палаты экипаж попал после окончания русско-польской войны в 1667 году. По соседству хранится одна из летних английских карет конца XVIII века, украшенная резьбой по дереву, которую граф Григорий Орлов подарил Екатерине II. Также в коллекцию входят более совершенные модели XVIII века работы берлинских, венских, английских, французских и русских мастеров.

Фотографии экспонатов Оружейной палаты
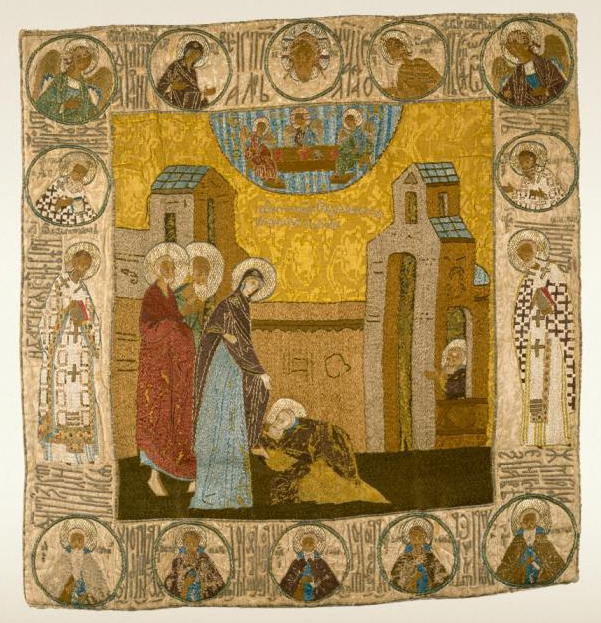
Ткань XV века с вышивкой сюжета явления Богоматери Сергею Радонежскому
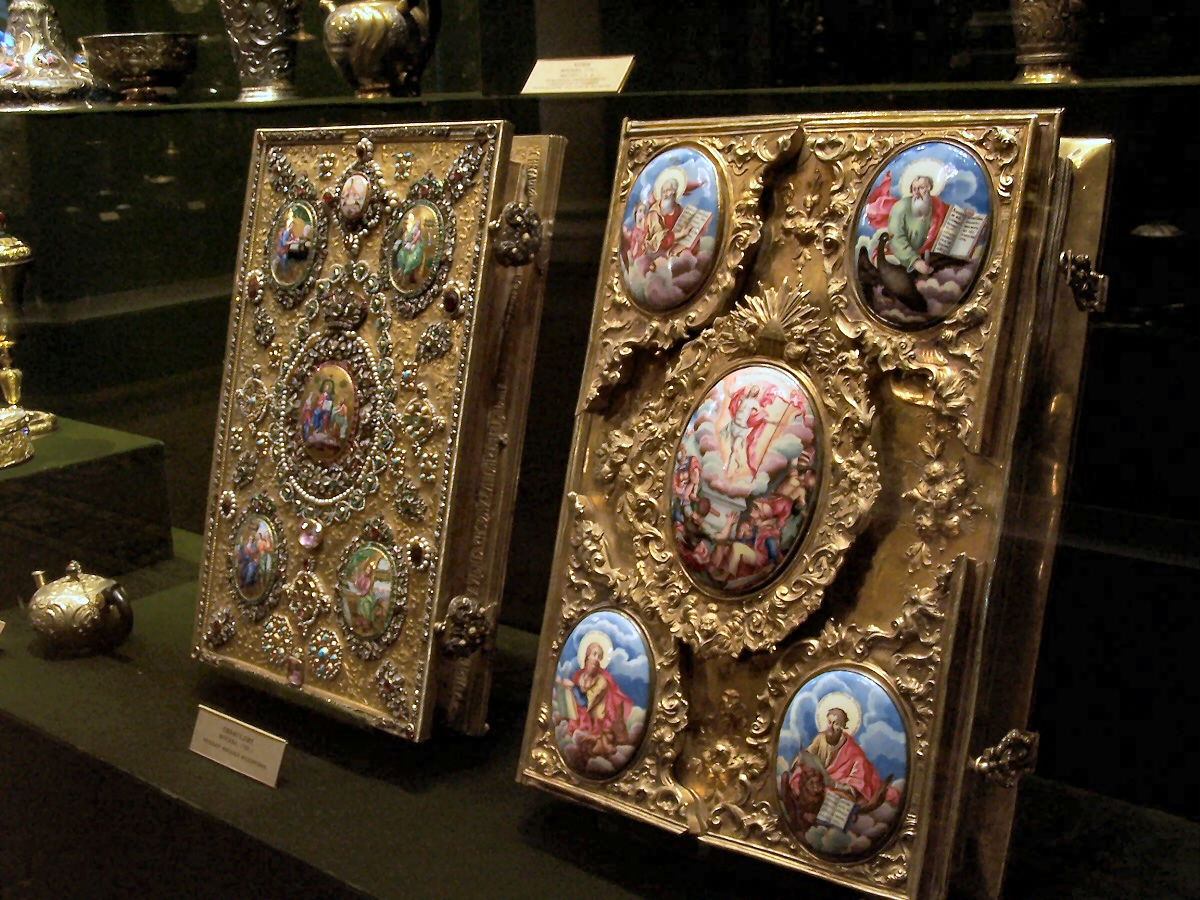
Украшение евангелий
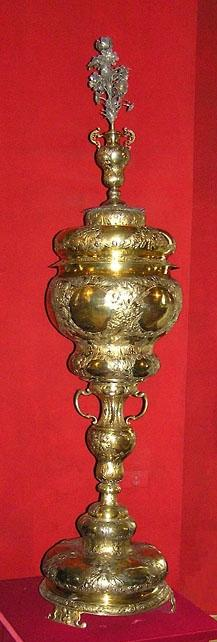
Серебряный потир
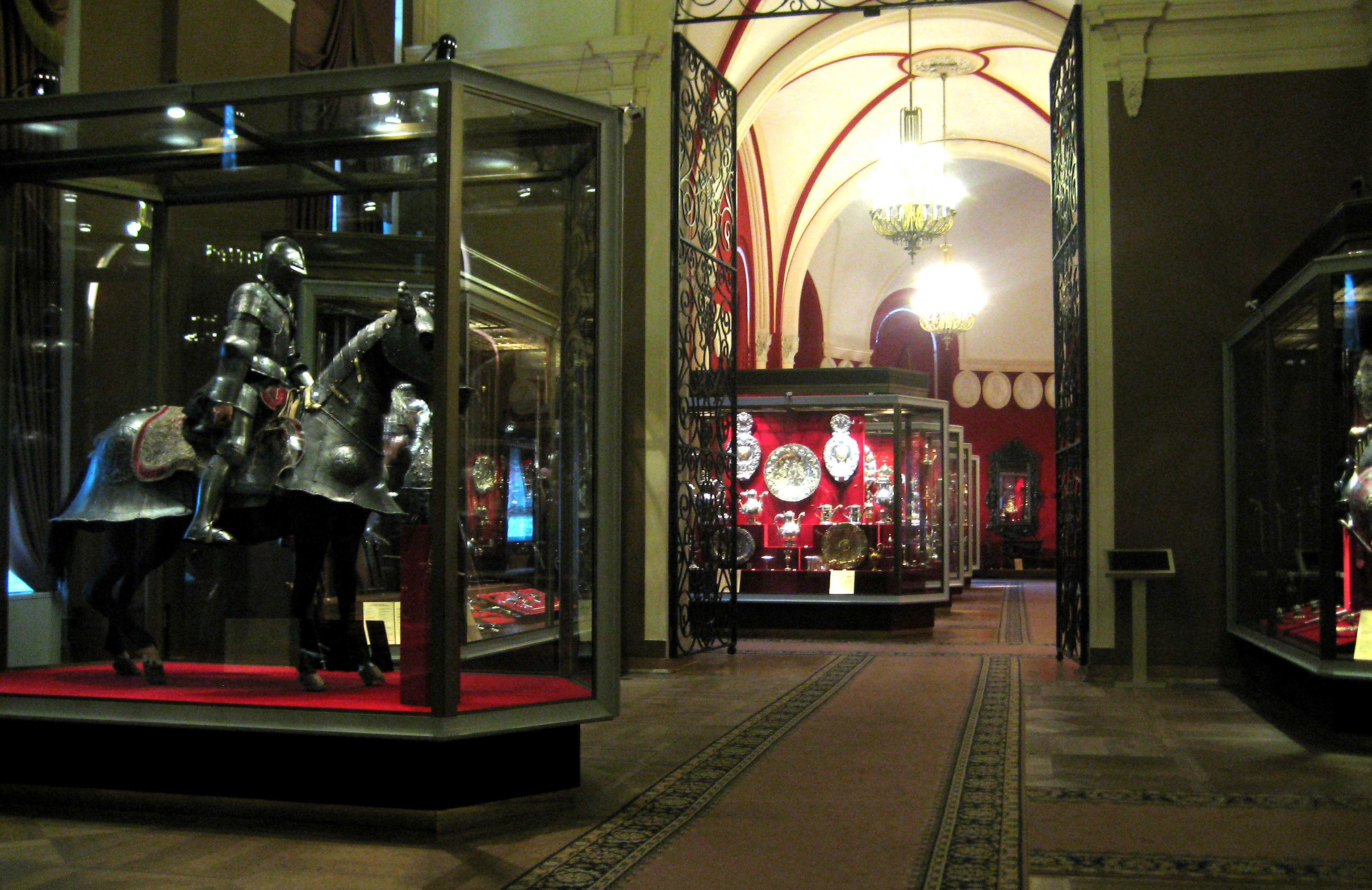
Экспозиция парадного вооружения
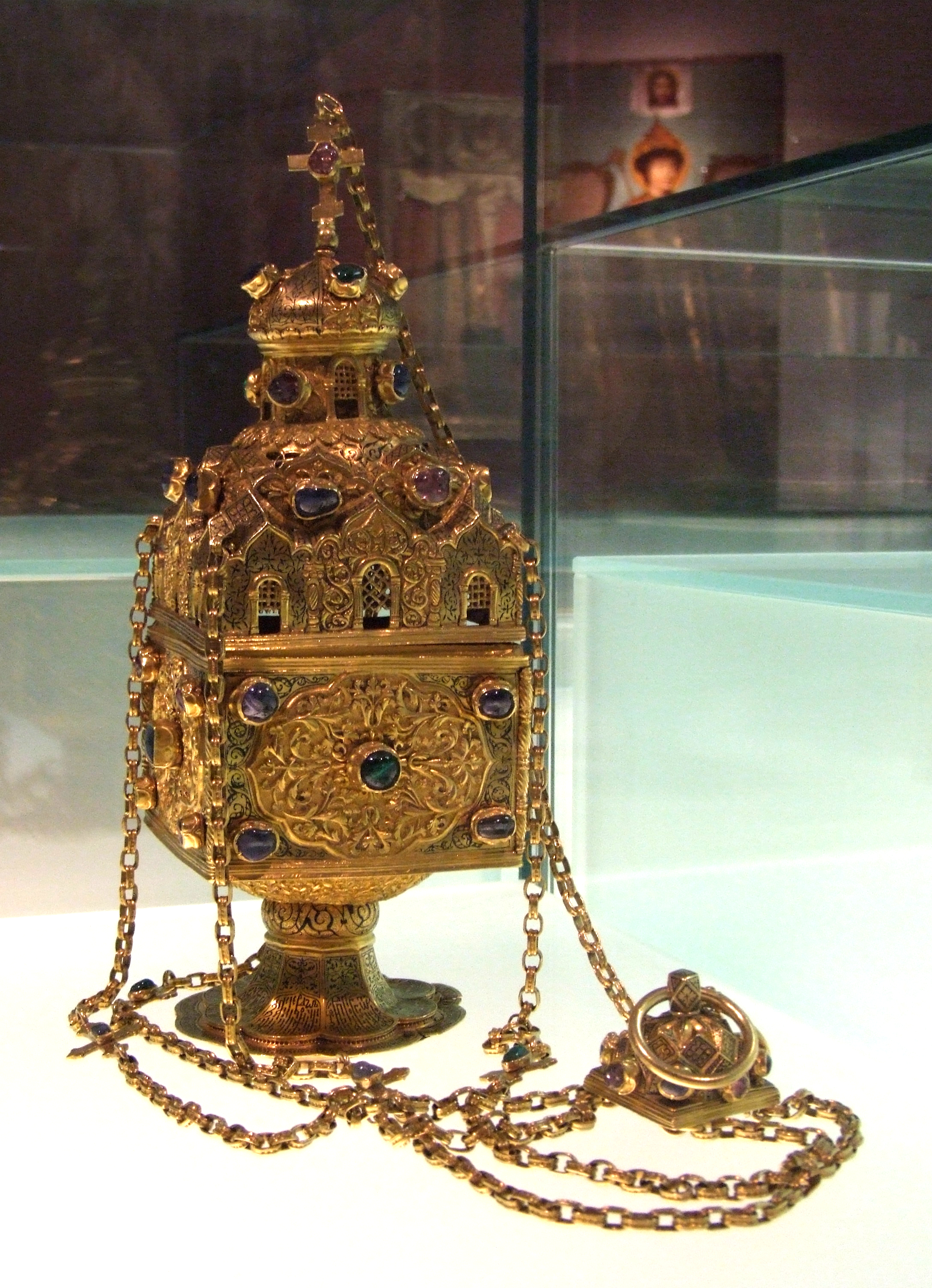
Кадило XVII века работы Третьяка Пестрикова и Даниила Осипова
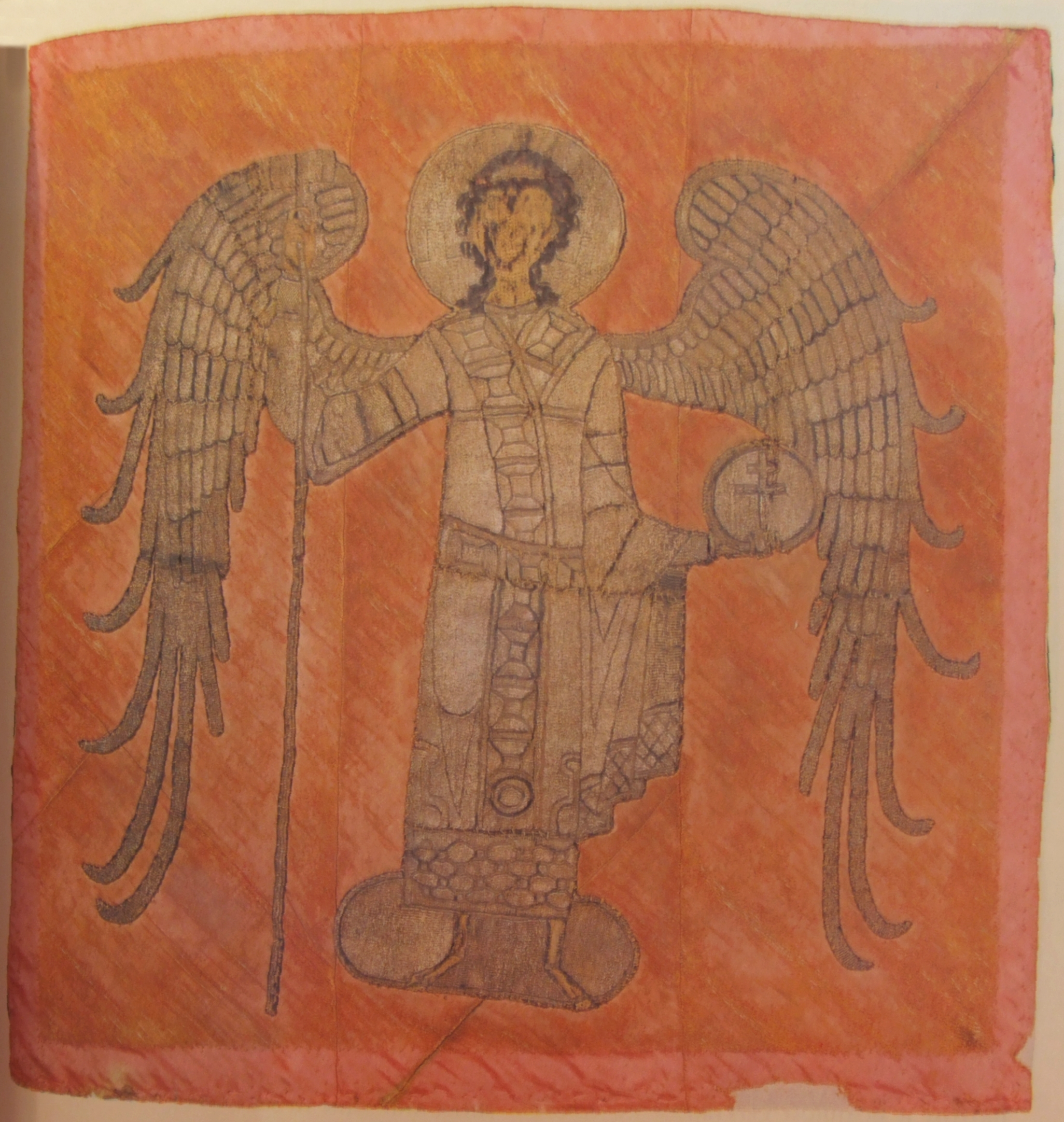
Хоругвь XVII века
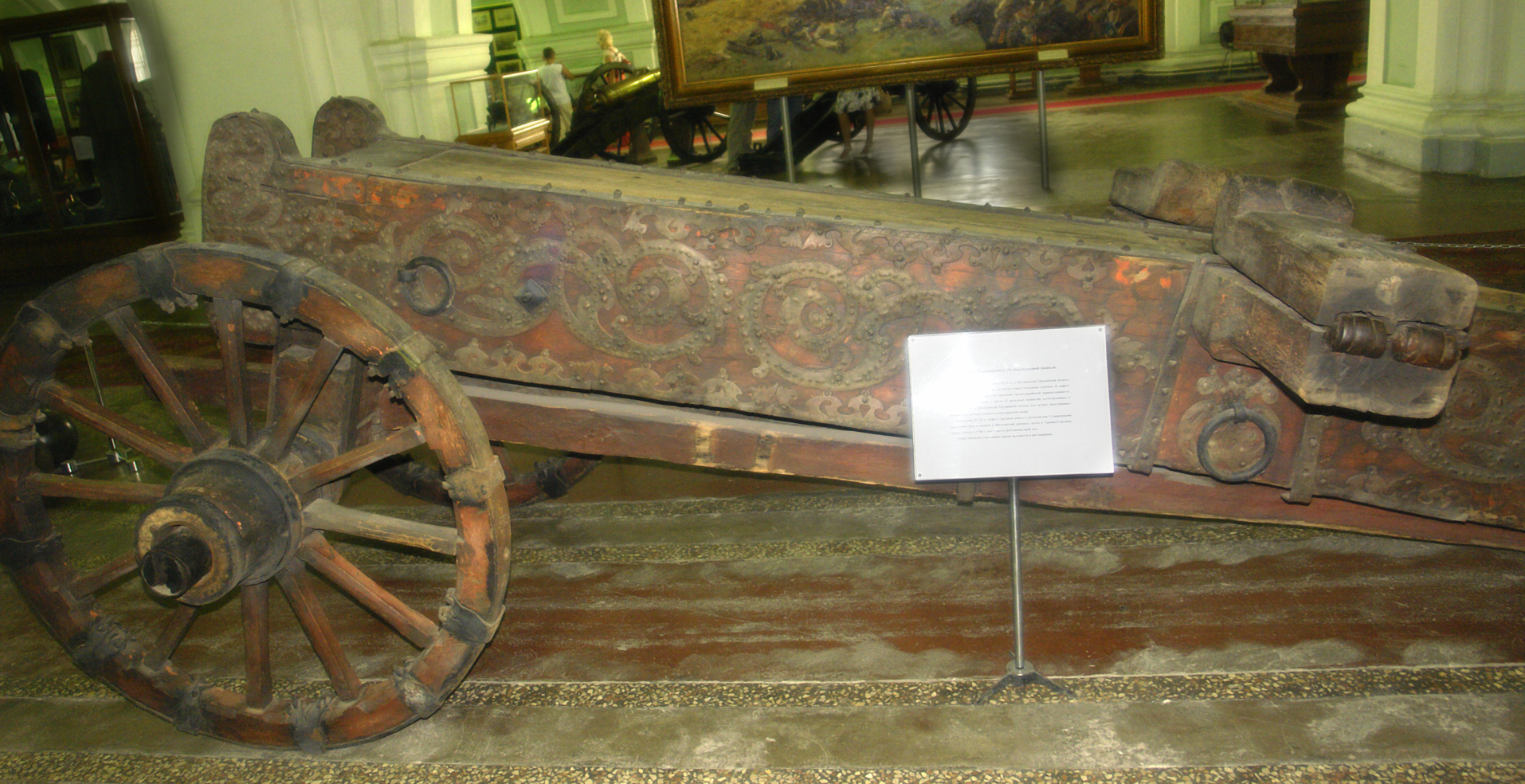
Лафет XVII века
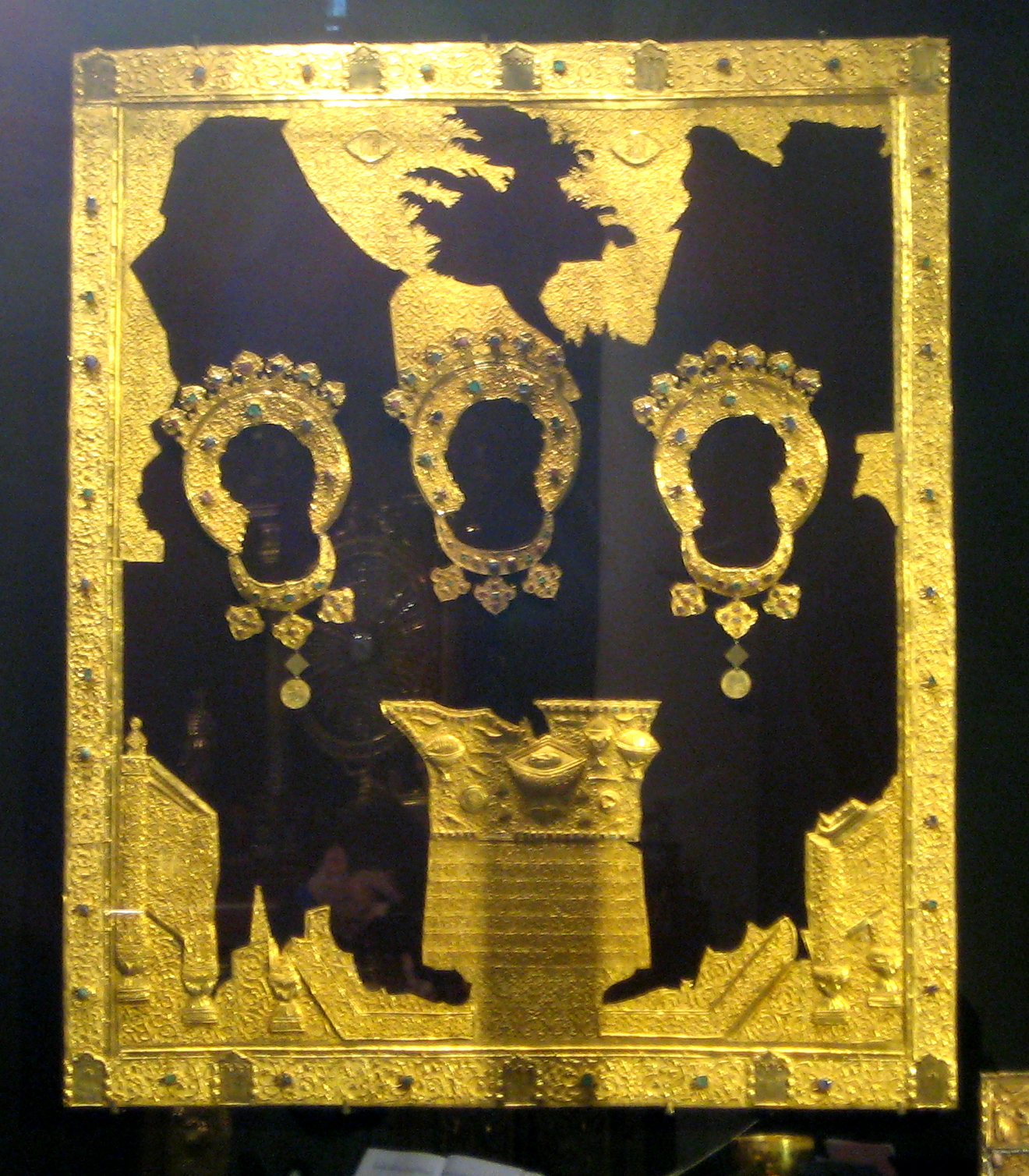
Оклад иконы Святой Троицы XVII века
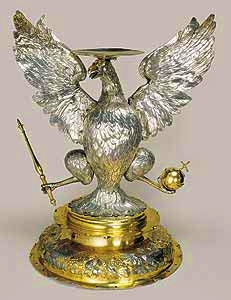
Польский орёл XVII века
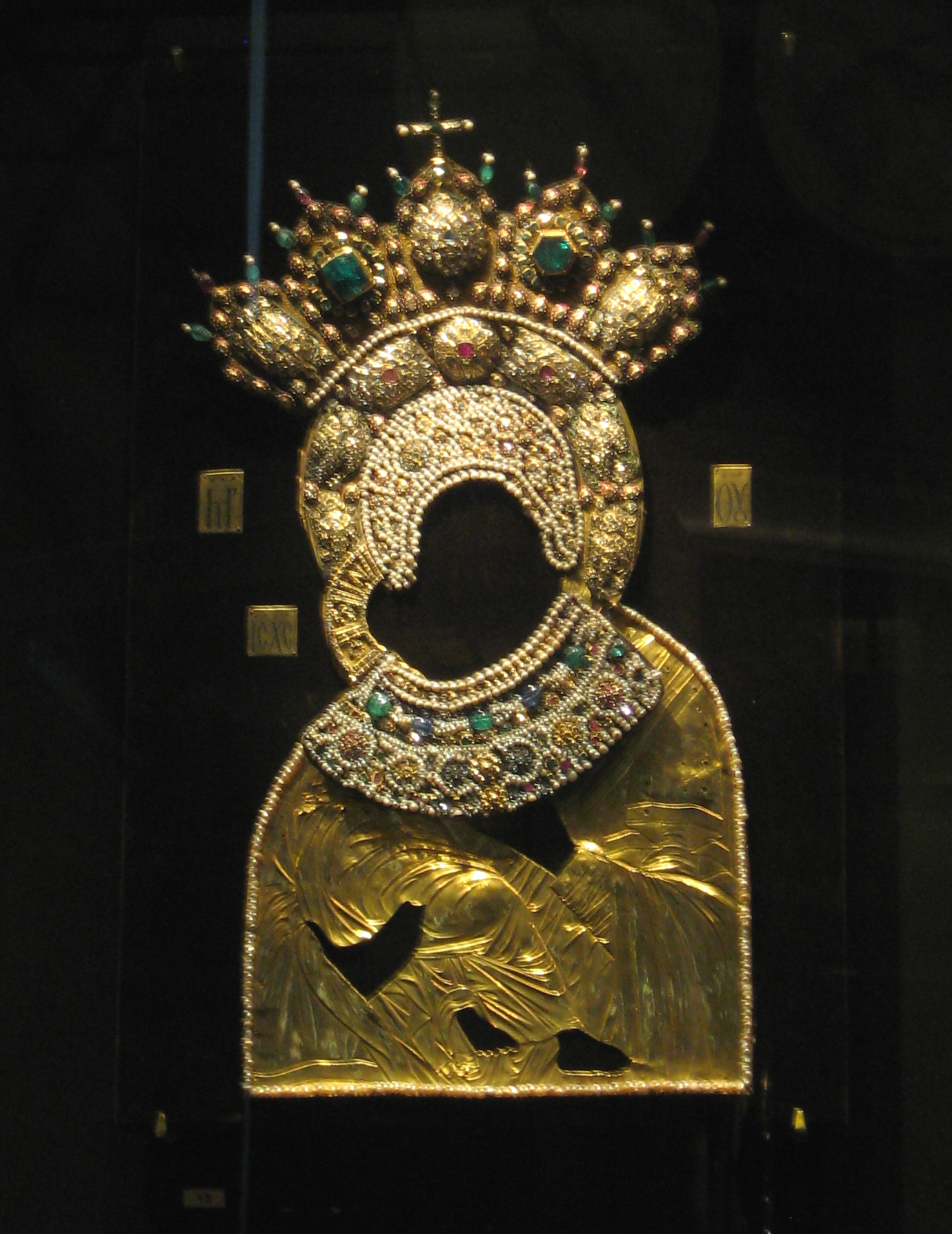
Оклад Владимирской иконы Божьей матери XVII века
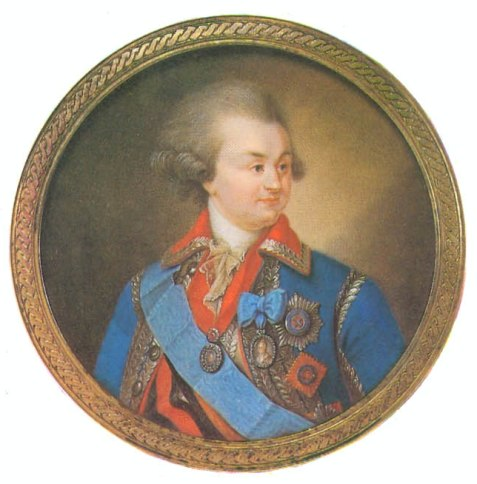
Портрет фельдмаршала Григория Потёмкина, 1790-е годы
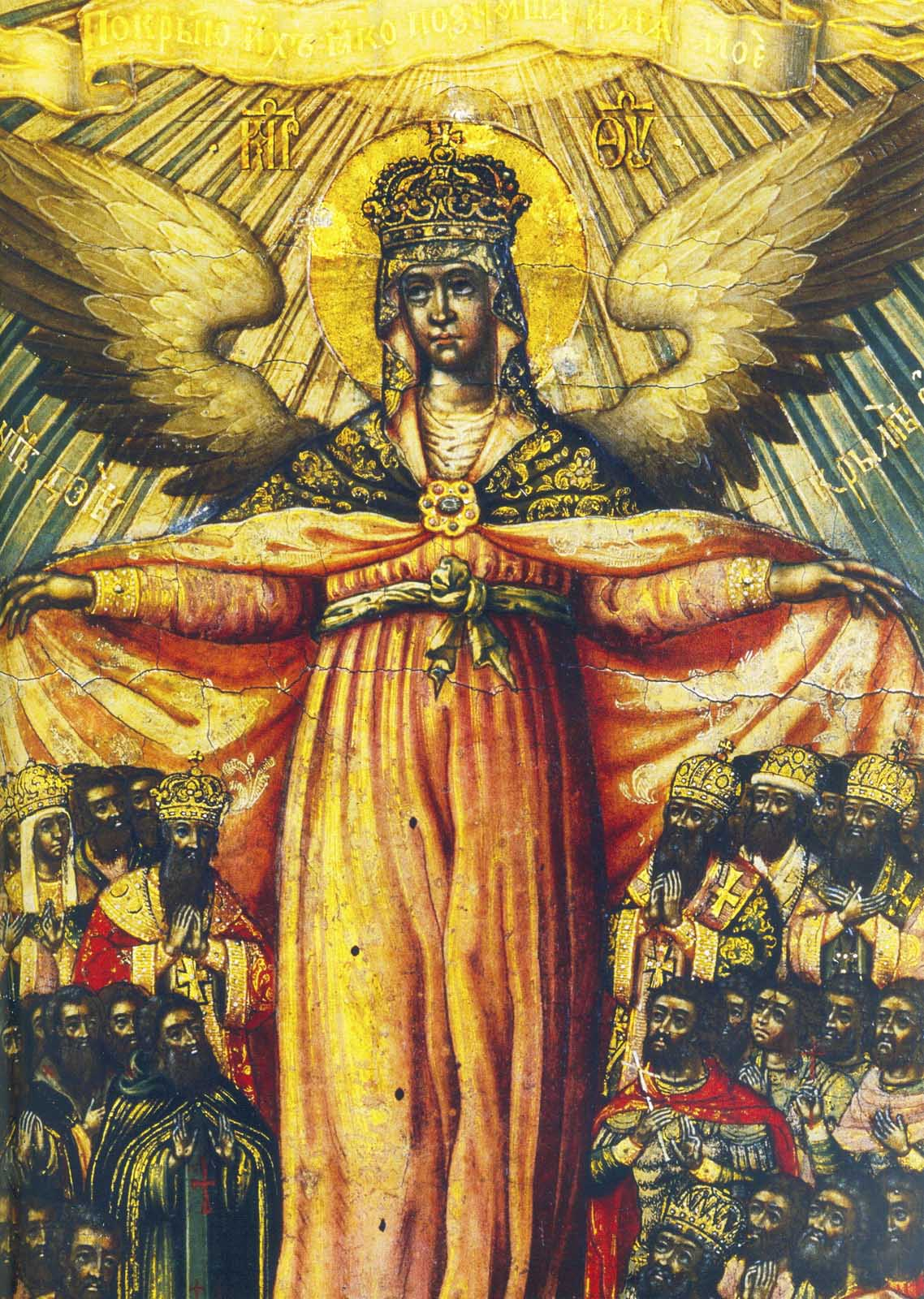
Фрагмент иконы Божией Матери «Покрый нас кровом крылу Твоею» XVIII века
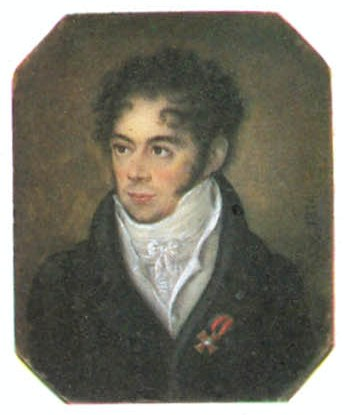
Портрет Ивана Поливанова, 1814 год
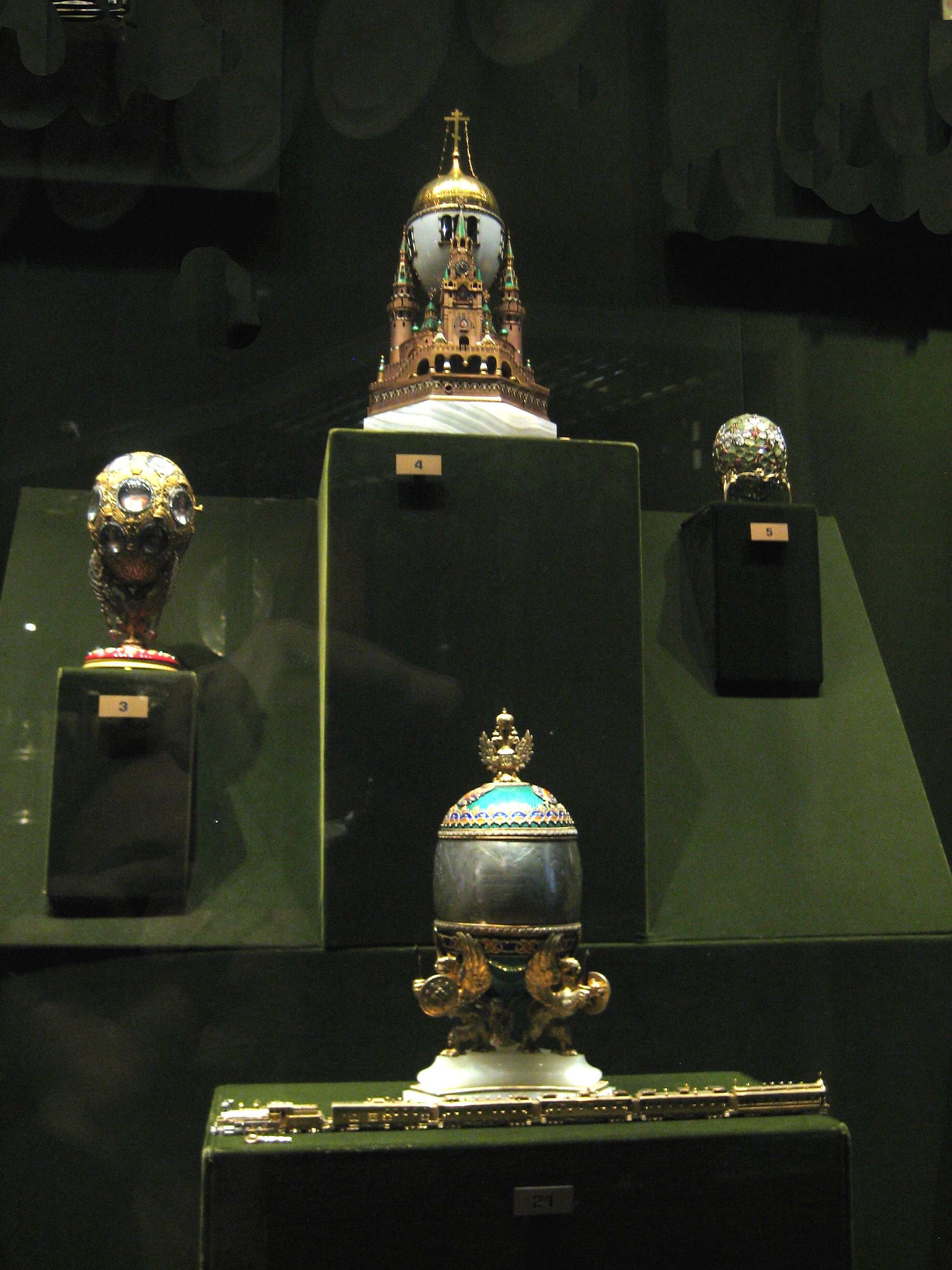
Императорские яйца Фаберже
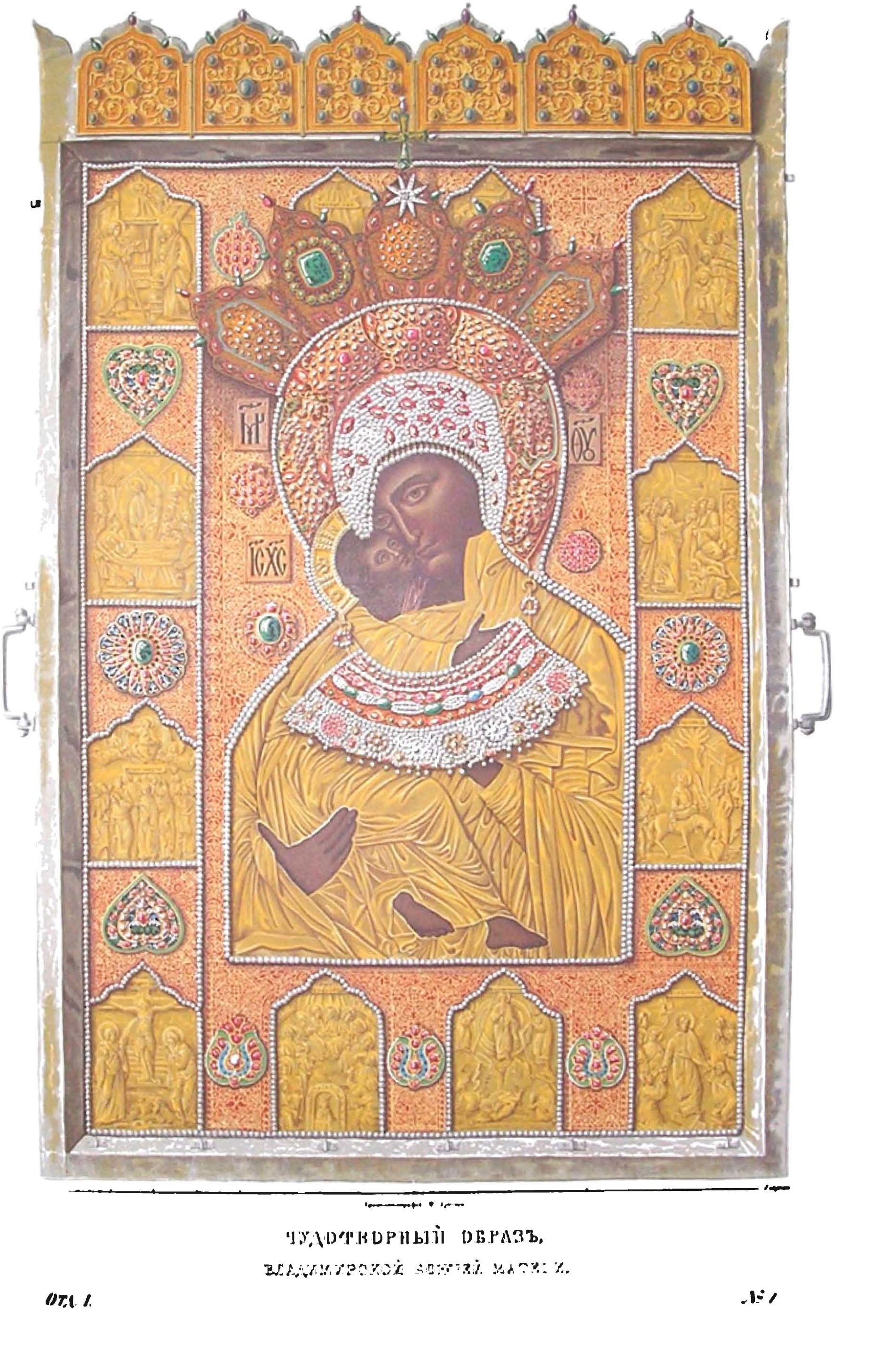
Чудотворный образ Владимирской Божией Матери XIX века

## Директора и руководители музея
- 1801—1814 Пётр Валуев — главноначальствующий Экспедицией кремлёвского строения и Мастерской и Оружейной палатой;
- 1814—1831 Николай Юсупов — главноначальствующий Экспедицией кремлёвского строения и Мастерской и Оружейной палатой;
- 1831—1841 Фёдор Ушаков — директор Оружейной палаты;
- 1842—1852 Михаил Загоскин — директор Оружейной палаты;
- 1852—1870 Александр Вельтман — директор Оружейной палаты;
- 1870—1879 Сергей Соловьёв — директор Оружейной палаты;
- 1879—1886 Аркадий Талызин — директор Оружейной палаты;
- 1886—1888 Николай Чаев — хранитель Оружейной палаты;
- 1886—1893 Георгий Филимонов — хранитель Оружейной палаты;
- 1888—1898 Андрей Павлинов — хранитель Оружейной палаты;
- 1893—1898 Алексей Комаровский — хранитель Оружейной палаты;
- 1898—1924 Владимир Трутовский — хранитель Оружейной палаты;
- 1898—1919 Георгий Арсеньев — хранитель Оружейной палаты;
- 1919—1922 Михаил Сергеев — хранитель Оружейной палаты.